# 阜六铁路
阜六铁路，发音为阜（fù）六（lù）铁路，位于安徽省西部，起自阜阳市阜淮铁路袁寨站，至六安市宁西铁路分路口站，为淮北煤炭及霍邱铁矿外运通道。是国家路网规划的阜鹰汕铁路的北段。

## 线路
全长167.8km，单线电气化，设计运行时速160km/h，預留200km/h條件。设车站13个。其中新建六十里铺、南照、临水镇、冯井、吴集、白莲、河口集、霍邱、曹庙和清凉寺10个车站，改建六安、分路口、袁寨3个车站。

## 历史
由中国铁路总公司和安徽省合资，业主为上海铁路局阜阳枢纽指挥部，2009年8月10日开工建设，中铁建十五局与中铁二十四局承建。2013年5月18日拉通，2013年12月26日通车，2013年12月28日运营。

## 相关列车
- K8362/8363、K8361/8364次列车
- Z225/228、Z227/226次列车